# Carige cruciplaga
Carige cruciplaga là một loài bướm đêm trong họ Geometridae.